# Mesua megalocarpa
Mesua megalocarpa är en tvåhjärtbladig växtart som först beskrevs av Merrill, och fick sitt nu gällande namn av André Joseph Guillaume Henri Kostermans. Mesua megalocarpa ingår i släktet Mesua och familjen Calophyllaceae. Inga underarter finns listade i Catalogue of Life.